# Beličič
Beličič je priimek v Sloveniji, ki ga je po podatkih Statističnega urada Republike Slovenije na dan 1. januarja 2010 uporabljalo 15 oseb in je med vsemi priimki po pogostosti uporabe uvrščen na 15.151. mesto.

## Znani nosilci priimka
- Janez Beličič, radijski napovedovalec in glasbenik
- Vinko Beličič (1913—1999), književnik, prevajalec in publicist